# Vojnići (Ljubuški, BiH)
Vojnići su naseljeno mjesto u gradu Ljubuškom, Federacija BiH, BiH.

## Zemljopisni položaj i značajke
Nalaze se 15-ak km od Ljubuškog, u sjeverozapadnom dijelu općine, između Veljaka, Klobuka, Dola i Šipovače. Prostiru se na 7 km2. Crkveno pripadaju župi Šipovača. Imaju tri groblja: Gračina, Ćutukovo groblje (Groblje sv. Ivana) i Vodičko groblje. Ime naselja seže u srednji vijek. U povelji vojvode Jurja Vojsalića braći Radivojevićima 12. kolovoza 1434. spominju se Vlasi Vojnići, Pribinovići i Hardomilići, od kojih su postala i imena današnjih sela Vojnića, Hardomilja i Pribinovića.

## Stanovništvo

### Popisi 1971. – 1991.
| Vojnići            |              |            |              |
| godina popisa      | 1991.        | 1981.      | 1971.        |
| Hrvati             | 641 (99,53%) | 568 (100%) | 652 (99,69%) |
| Muslimani          | 0            | 0          | 0            |
| Srbi               | 0            | 0          | 2 (0,30%)    |
| Jugoslaveni        | 0            | 0          | 0            |
| ostali i nepoznato | 3 (0,46%)    | 0          | 0            |
| ukupno             | 644          | 568        | 654          |

### Popis 2013.
| Vojnići            |            |
| godina popisa      | 2013.      |
| Hrvati             | 576 (100%) |
| Srbi               | 0          |
| Bošnjaci           | 0          |
| ostali i nepoznato | 0          |
| ukupno             | 576        |

## Povijest
Na obroncima Crvenoga Briga iznad zapadnoga dijela polja te u široj okolici Vodica, nalazi se veći broj kamenih grobnih gomila iz brončanoga doba što svjedoči o životu na području Vojnića još u prapovijesno doba. Na Vojnićkoj gradini su pronađeni ulomci prapovijesne keramike. Kroz Vojniće je u antici prolazila vicinalna rimska cesta Klobuk – Vojnići – Dole. Na lokalitetu Crkvina (šire područje Župnice) Dimitrije Sergejevski istražio je 1952. starokršćansku baziliku dimenzija 18×15 m s tri uzdužne prostorije. U središnjem dijelu nalazio se prezbiterij s apsidom, naos i narteks, a u lijevoj bočnoj prostoriji nalazio se slabo očuvan krstionički bazen, kao i jedna zidana grobnica s kostima. U temeljima je iskopano dosta kamenih ulomaka dio kojih se nalazi se u stalnom postavu Zemaljskog muzeja u Sarajevu, a veći u muzejskom spremištu. Bazilika nije bila konzervirana, lokalitet je zapušten i zatrpan, djelomice devastiran. U stručnoj literaturi bazilika se navodi u Klobuku, što je netočan podatak.
Na lokalitetu Gračina/Gračine (istoimeno groblje) nalazi se skupina 12 stećaka iz 14. – 15. stoljeća, 11 ploča i 1 škrinja. Orijentirani su u smjeru sjever-jug, a dimenzije su najčešće 270×220×30 cm. Ukrašenih je 11 primjeraka i to motivima križeva, štitova, mačeva, rozeta, bordura i vitica.
U popisu katoličkoga puka biskupa Pavla Dragićevića 1743. u Vojnićima (Voinichi) se navode sljedeća prezimena: Antonius Bebecha, Petrus Bebecha, Marcus Bradviza, Georgius Çugliak, Michael Çugliak, Mattheus Garbavaz (2 kuće), Stephanus Parnich, Nicolaus Rasich i Elias Vechich.